# Agonès
Agonès (okzitanisch Agonés) ist ein Ort und eine südfranzösische Gemeinde mit 312 Einwohnern (Stand: 1. Januar 2022) im Département Hérault in der Region Okzitanien (vor 2016 Languedoc-Roussillon). Die Gemeinde gehört zum Arrondissement Lodève und zum Kanton Lodève. Die Einwohner werden Agonésois genannt.

## Lage
Agonès liegt etwa 35 Kilometer nordnordwestlich von Montpellier in den südlichen Ausläufern der Cevennen. Der Hérault begrenzt die Gemeinde im Osten und Nordosten. Umgeben wird Agonès von den Nachbargemeinden Laroque im Norden, Saint-Bauzille-de-Putois im Süden und Osten, Brissac im Süden und Westen sowie Cazilhac im Nordwesten.

## Bevölkerungsentwicklung
| Jahr                       | 1962 | 1968 | 1975 | 1982 | 1990 | 1999 | 2006 | 2019 |
| Einwohner                  | 88   | 68   | 77   | 99   | 131  | 179  | 221  | 285  |
| Quellen: Cassini und INSEE |      |      |      |      |      |      |      |      |

## Sehenswürdigkeiten
- Kirche Saint-Saturnin aus dem 12. Jahrhundert, mit Inschriften aus dem 2. nachchristlichen Jahrhundert

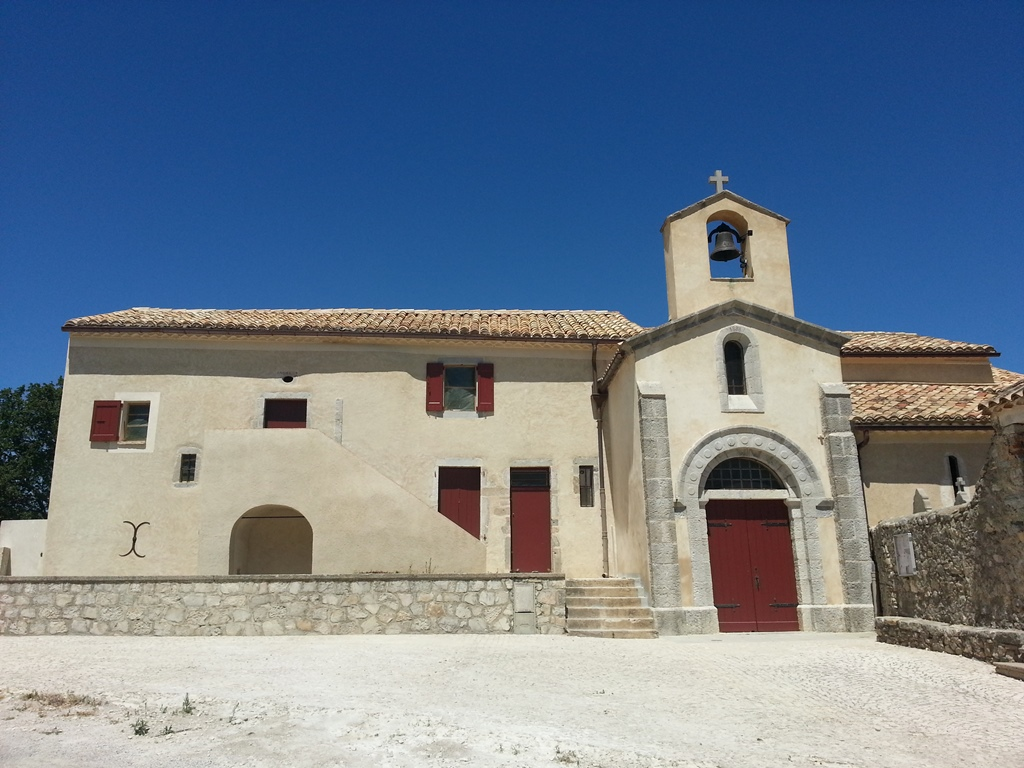
Kirche Saint-Saturnin

- Kirchruine